# Google Goggles
Google Goggles era um aplicativo de reconhecimento de download de imagem, criado pelo Google LLC, que poderia ser encontrado na página de Mobile Apps do Google Mobile. Ele era usado para pesquisas com base em fotos tiradas por dispositivos portáteis. Por exemplo, tirar uma foto de um famoso marco iria procurar informações sobre ele; ou tirar uma foto do código de barras de um produto iria procurar informações sobre o produto.

## Historia
Google Goggles foi desenvolvido para uso em sistemas Android operacional do Google para dispositivos móveis. Embora inicialmente apenas disponível em uma versão beta para telefones Android, o Google anunciou seus planos para permitir que o software para rodar em outras plataformas, nomeadamente dispositivos iPhone e BlackBerry. Google não discutiu um formato não-portátil. Em 5
de outubro de 2010, o Google anunciou a disponibilidade do Google Goggles para iPhone e iPad, dispositivos que rodam o iOS 4.0.

## Usos para o Google Goggles
Funcionalidades atuais
Atualmente, o sistema pode identificar vários rótulos ou marcos, permitindo aos usuários aprender sobre tais itens sem a necessidade de uma pesquisa baseada em texto. O sistema pode identificar códigos de barras ou etiquetas de produtos que permitem aos usuários procurar por produtos similares e preços, e guardar códigos para referência futura, semelhante ao CueCat falhou de final dos anos 90, mas com mais funcionalidades.não na citação dada O sistema também reconhece o texto impresso e utilizar o reconhecimento óptico de caracteres (OCR) para produzir um trecho de texto, e, em alguns casos, até
mesmo traduzir o trecho para outro idioma.
Museu metropolitano
O Museu Metropolitano de Arte anunciou em dezembro de 2011 a sua colaboração com o Google para usar o Google Goggles para a prestação de informações sobre as obras de arte no MMA por meio de links diretos para o site do Museu Metropolitano de Arte.
Futuros usos
Google está trabalhando para tornar o sistema capaz de reconhecer diferentes plantas e folhas, que podem ajudar as pessoas curiosas, aqueles que desejam evitar plantas tóxicas, e botânicos e ambientalistas em busca de plantas raras.

## Substituição por Google Lens

Logotipo do Google Lens

De acordo com o Android Police, o Google Goggles não recebia uma atualização desde 2014, porque os usuários perderam o interesse no aplicativo. Atualizou em agosto de 2018, porém, a atualização é um aviso de morte do aplicativo. Isso significa que, caso um usuário tente acessar o app agora, será redirecionado para fazer o download do Google Lens ou do Google Fotos.
Graças aos avanços da tecnologia de inteligência artificial, altamente capaz de reconhecer objetos e imagens num geral, o Google Lens consegue entregar uma experiência de reconhecimento mais completa e satisfatória ao consumidor, usando ainda recursos de realidade aumentada. O novo app era, na verdade, um recurso dentro do Google Assistente, mas agora é independente e já pode ser baixado.